# عامل بیز
در آمار، استفاده از عامل بیز، یک احتمال بیزی دیگر به جای آزمون فرض آماری کلاسیک است. مقایسه مدل بیزی یک روش برای انتخاب مدل بر پایه عامل بیز است.

## تعریف
احتمال پسین Pr(M|D) برای مدل M با داده فرضی D از سوی قضیه بیز تعیین می‌شود:
{\displaystyle \Pr(M|D)={\frac {\Pr(D|M)\Pr(M)}{\Pr(D)}}.}
واژه وابسته به داده Pr(M|D) یک درست‌نمایی است و احتمال را نشان می‌دهد که در آن برخی داده تحت فرض مدل تولید شده‌اند، یعنی M؛ ارزیابی صحیح آن کلید مقایسه مدل بیزی است.
در یک انتخاب مدل فرضی که در آن ما حق انتخاب بین دو مدل را داریم، بر اساس داده مشاهده شده D، معقول‌بودن اختلاف بین مدل‌های M1 و M2، پارامتری‌شدن با بردارهای پارامتری مدل {\displaystyle \theta _{1}} و {\displaystyle \theta _{2}} به وسیله عامل بیز K ارزیابی می‌شود
{\displaystyle K={\frac {\Pr(D|M_{1})}{\Pr(D|M_{2})}}={\frac {\int \Pr(\theta _{1}|M_{1})\Pr(D|\theta _{1},M_{1})\,d\theta _{1}}{\int \Pr(\theta _{2}|M_{2})\Pr(D|\theta _{2},M_{2})\,d\theta _{2}}}.}

## تفسیر
اگر k>1 باشد، بدان معناست که M1 نسبت به M2 به وسیله داده، بیشتر حمایت شده‌است. به یاد داشته باشید آزمون فرض آماری کلاسیک به یک فرض (یا مدل) شرایطی ترجیحی را می‌دهد، و تنها به شواهد علیه ان توجه می‌نماید. هارولد جفری مقیاسی برای تفسیر k بیان کرده‌است:
| K             | دسی‌بن    | بیت‌ها      | قدرت شواهد                  |
| ------------- | -------- | ---------- | --------------------------- |
| <۱:۱          | <0       |            | منفی (از M2 پشتیبانی می‌کند) |
| 1:1 to ۳:۱    | 0 to 5   | 0 to 1.6   | ذکر آن به ندرت مفید است     |
| 3:1 to ۱۰:۱   | 5 to 10  | 1.6 to 3.3 | قابل توجه                   |
| 10:1 to ۳۰:۱  | 10 to 15 | 3.3 to 5.0 | قوی                         |
| 30:1 to ۱۰۰:۱ | 15 to 20 | 5.0 to 6.6 | بسیار قوی                   |
| > ۱۰۰:۱       | > 20     | > 6.6      | قاطع                        |
ستون دوم وزن‌های مربوط به گواه دسی‌بن‌ها را نشان می‌دهد؛ بیت‌ها در سومین ستون شفاف‌سازی قرار گرفته‌اند.